# Национальный центр исполнительских искусств

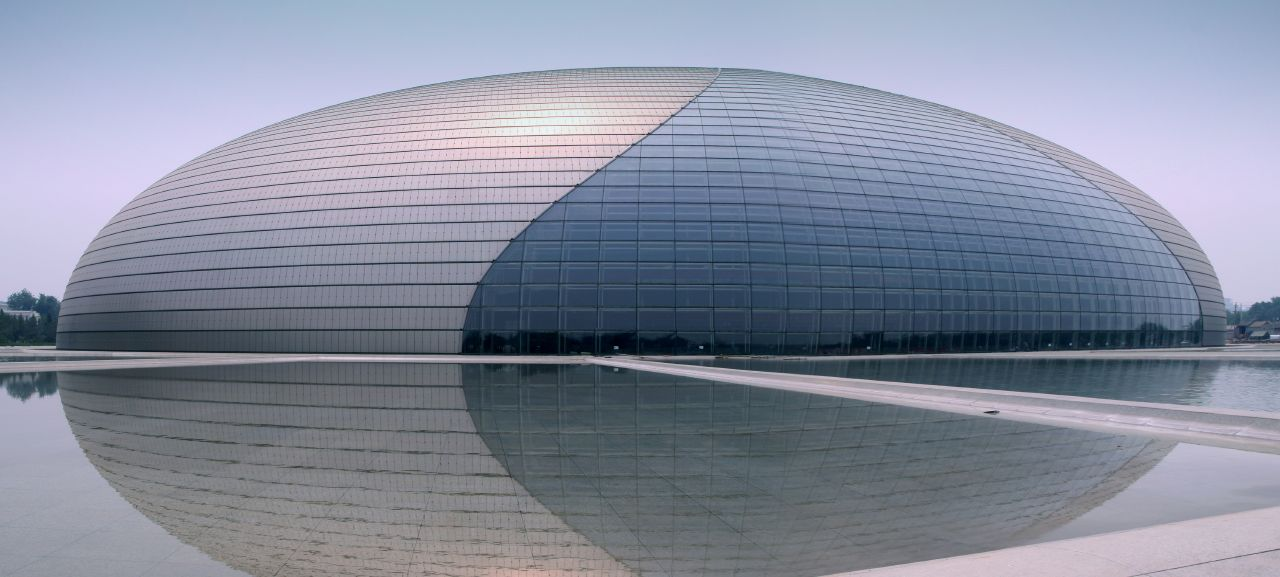
Театр в июне 2007 года.

Национальный центр исполнительских искусств, поначалу задумывавшийся как Большой национальный оперный театр и в просторечии называемый «Яйцом» — пекинский оперный театр площадью 200 000м², расположенный к югу от правительственного комплекса Чжуннаньхай и к западу от Дома народных собраний. Представляет собой эллипсоидный купол из стекла и титана, вздымающийся посреди искусственного водоёма, через дорогу от озера. 
Архитектором выступил француз Поль Андрё; строительство продолжалось с декабря 2001 по декабрь 2007 года. Сооружение такого громадного футуристического здания в историческом центре китайской столицы вызвало большие споры как с точки зрения его несоответствия городской среде, так и по причине непомерных и постоянно возраставших во время строительства издержек.